# The Sun (periodico britannico)
The Sun è un quotidiano di tipo tabloid pubblicato nel Regno Unito e in Irlanda.
È il secondo quotidiano in lingua inglese più venduto al mondo, con 2 986 000 copie al giorno per 7.900.000 lettori, dei quali il 56% di uomini e il 44% di donne (dati 2008). La proprietà del giornale è di News International, sussidiaria della News Corp di Rupert Murdoch.
A dispetto del suo successo, il quotidiano incontra molte critiche, con accuse di grossolanità e di poca professionalità, a causa dello stile sensazionalista mirato a un pubblico di basso livello culturale.
Il giornale è famoso anche per la sua terza pagina (Page 3) che ospita giornalmente delle avvenenti ragazze inglesi in topless.

## Storia
Il Sun viene fondato da Cecil King nel 1964 come sostituto del Daily Herald, quotidiano filolaburista dall'esperienza centenaria. Gli inizi però sono stentati e il giornale si vede costretto a cercare nuovi acquirenti. Nel 1967 il quotidiano rischia di passare nelle mani del magnate Robert Maxwell; viene invece ceduto nel 1969 all'australiano Rupert Murdoch, che così fa il suo ingresso nel mercato dell'editoria inglese.
Alla guida del giornale arriva Larry Lamb, che non esita ad abbracciare la formula del quotidiano popolare: le notizie si concentrano quindi sulla cronaca, sugli interessi privati e sugli scoop (veri o falsi). La formula ha successo e viene presto copiata, tanto da convincere Lamb a calcare ancora di più la mano. A partire dal novembre 1970, a pagina tre viene pubblicata la maxifotografia di una ragazza in topless.
Nel 1981 la direzione passa a Kelvin Calder Mckenzie, che esacerba ulteriormente lo spirito scandalistico del giornale. Ma i troppi falsi scoop diventano un'arma a doppio taglio, e finiscono per far perdere alla pubblicazione credibilità e copie vendute. Per ovviare al problema, nel 1989 si decide di nominare un garante per i diritti dei lettori, che però si rivela solo una figura simbolica.
Negli ultimi anni del XX secolo, la vita del Sun sembra caratterizzata da una cruenta lotta a colpi di inchieste giudiziarie nei confronti della testata concorrente, il Daily Mirror. Il 22 luglio 2013, data la nascita del bambino dei duchi di Cambridge William e Kate, il quotidiano ha cambiato nome, facendo uno scambio di vocale. Così per un giorno si chiamò The Son (ovvero "il figlio") in onore del primogenito maschio dei duchi di Cambridge. Il 14 giugno 2016 si schiera a favore della Brexit.

## Linea editoriale
Caratteristica del giornale è la presenza di una "doppia anima", scandalistica e informativa. Questa doppia anima è evidente fin dalla copertina, che vede la compresenza di un tema impegnativo e di un altro leggero, impaginati a incastro.
La seconda pagina è invece dedicata all'editoriale ed esprime la linea politica del quotidiano. Dopo dodici anni di schieramento in favore dei laburisti, appoggiati nelle elezioni del 1997, del 2001 e del 2005, il 30 settembre 2009, a seguito del discorso di Gordon Brown presso la Conferenza del Partito Laburista, con le controversie note con il termine di Broken Britain su argomenti quali criminalità, immigrazione e i fallimentari servizi pubblici, il giornale ha annunciato un radicale cambio di schieramento scegliendo di appoggiare i conservatori guidati da David Cameron: "Il Sun crede, e prega, che la leadership conservatrice possa far tornare grande la Gran Bretagna".